# Duikgebied

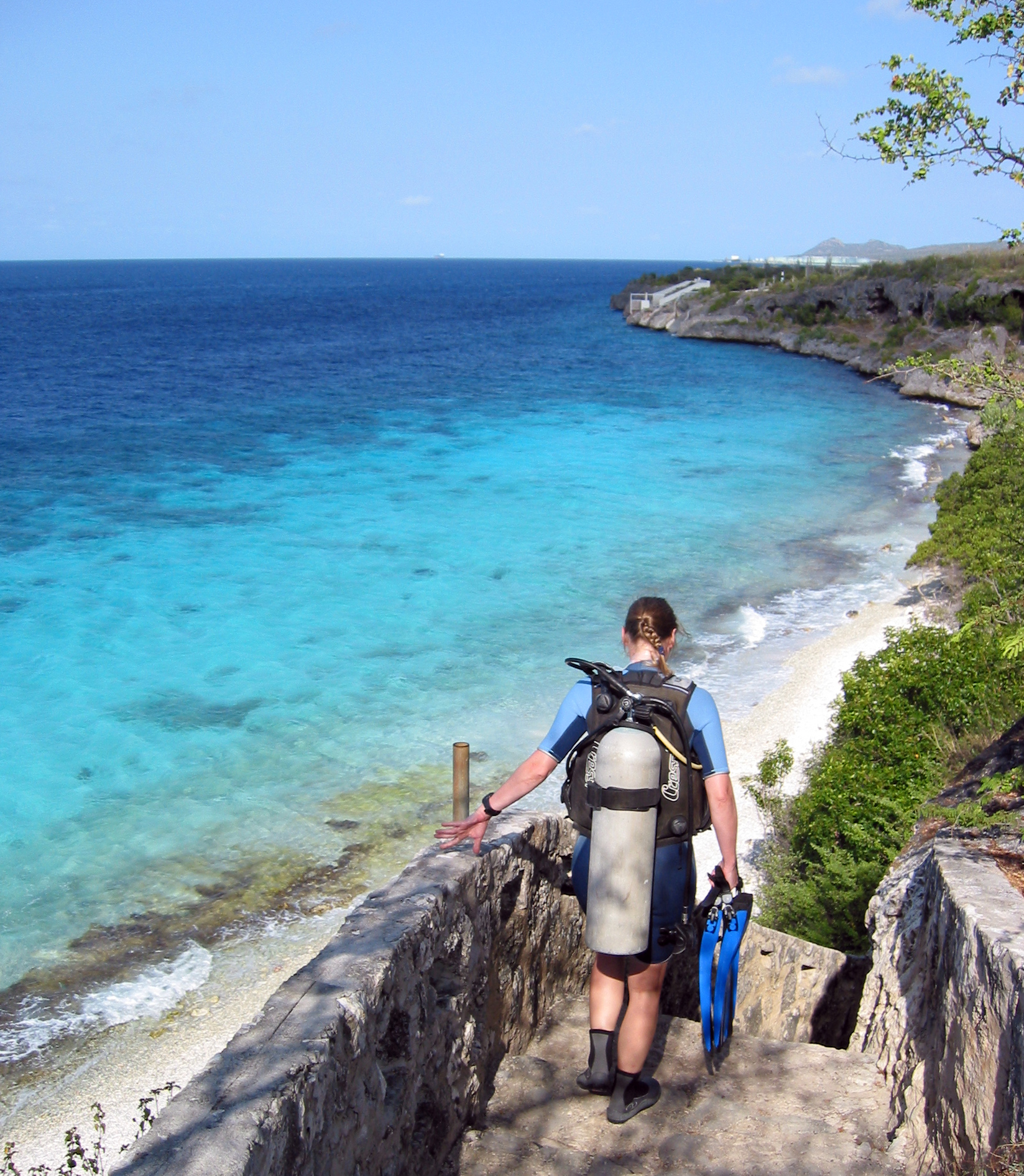
Duiker op Bonaire

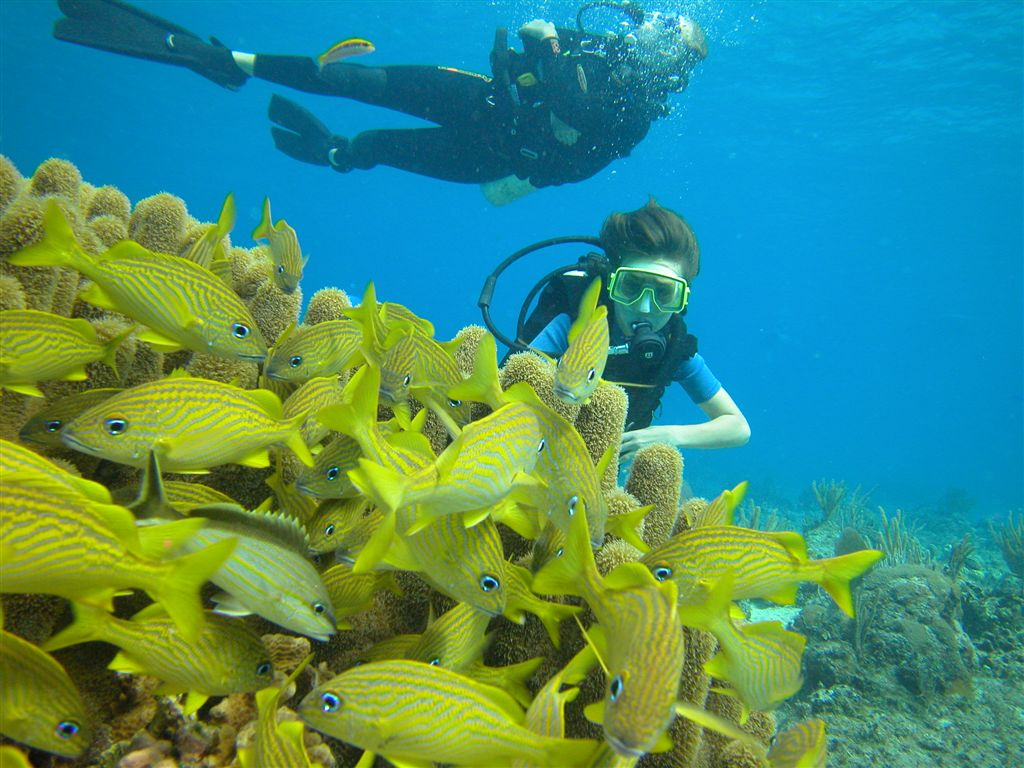
Twee duikers

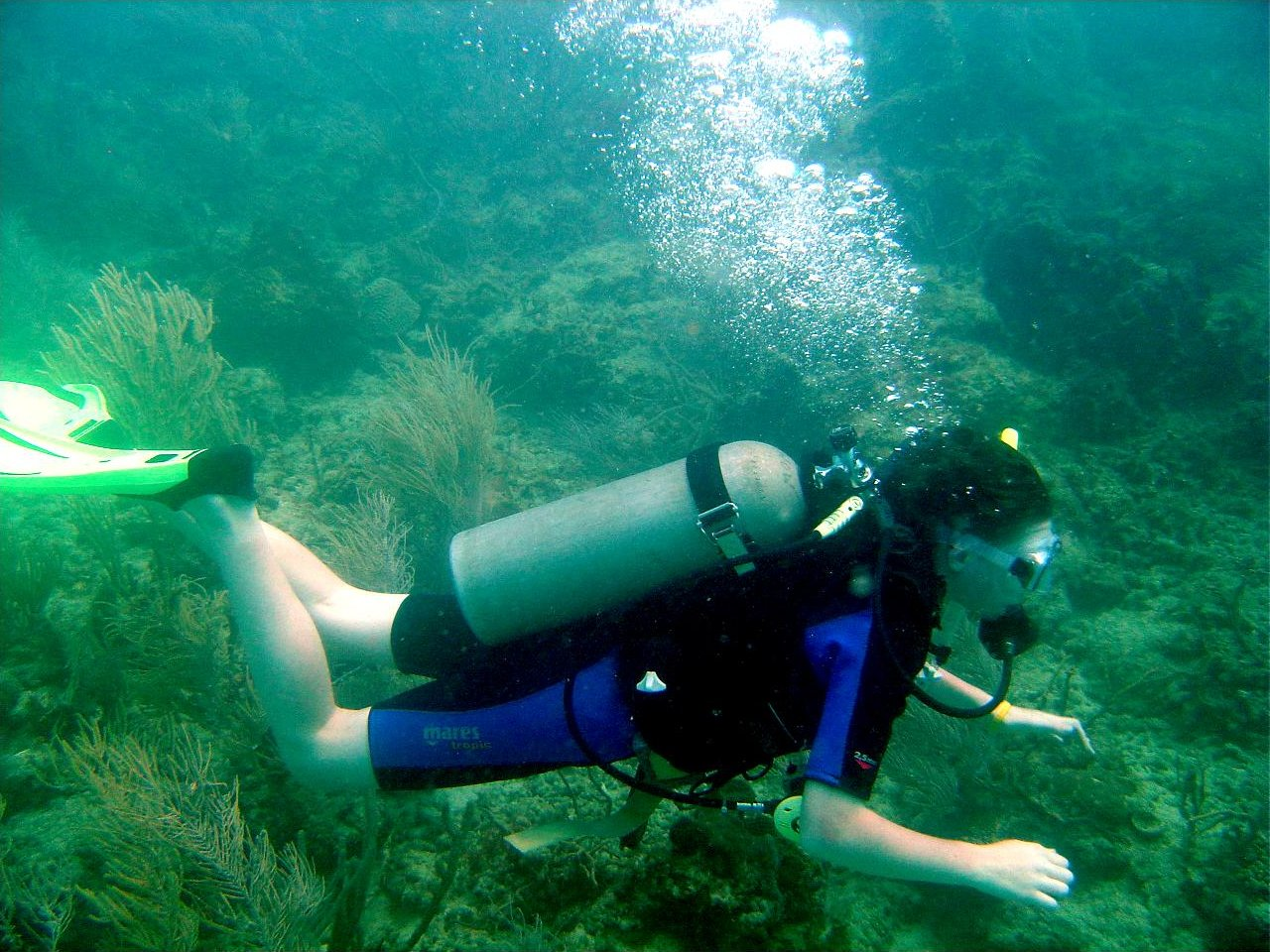
Een duiker in actie

Een duikgebied is een gebied dat interessant is voor duikers om er te duiken en/of te snorkelen.
Een plaats in een duikgebied waar door sportduikers gedoken kan worden, wordt ook wel een duikplek (Nederlands) of duikstek (Vlaams) genoemd. Naast een boeiende onderwaterwereld zijn ook de bereikbaarheid en de aanwezige voorzieningen van belang. Deze voorzieningen bestaan doorgaans uit kleedhokjes, douches, en compressors om duikflessen te vullen.
In duikgebieden zijn vaak duikscholen gevestigd waar men kan leren duiken en/of duikbenodigdheden kan huren.
Er kan op veel plaatsen gedoken worden; in Nederland bijvoorbeeld ook in sommige recreatieplassen. Op de ene plaats is de onderwaterwereld mooier, is het water helderder, dieper en wijder dan op andere plekken. Ook zijn er afhankelijk van het klimaat andere fauna en flora zoals koraal en vissen te zien.
Sommige duikplekken en koraalriffen zijn alleen bereikbaar per boot.

## Duikgebieden (selectie)

### Nederland
- De Langspier - Boxtel
- Aquabest - Best
- Botjes Zandgat - Zuidbroek (Groningen) (zandwinput)
- De groene heuvels - Ewijk, gemeente Beuningen
- Grevelingen
- Oosterschelde
- Oostvoorne
- Rauwbraken - Berkel-Enschot
- Reeuwijkse plassen
- Veenmeer Tynaarlo (dorp)
- Vinkeveense plassen

### België
- Barges Doornik
- De Nekker, Mechelen
- Ekerse Putten
- La Gombe - Esneux (zandsteengroeve)
- Meren van de Eau d'Heure
- Nemo33 Ukkel (diepste zwembad Europa)
- Noordzee
- Vodelée
- Zilvermeer in Mol

### Elders
- Bahama's
- Barrièrerif van Belize
- Caraïbisch gebied, vooral Bonaire, maar ook onder andere bij Curaçao en Aruba
- Costa Rica bij Cocoseiland
- Filipijnen
- Groot Barrièrerif in Australië
- diverse plaatsen in Indonesië zoals bij:
  - Bali bij Tulamben en Menjangan
  - Lombok bij de Gili-eilanden
- Maldiven
- diverse eilanden bij Maleisië zoals Sipadan
- Nieuw-Caledonië Barrièrerif in Nieuw-Caledonië
- Rode Zee, Egypte bij de badplaatsen Hurghada, Sharm el-Sheikh, Marsa Alam en Dahab

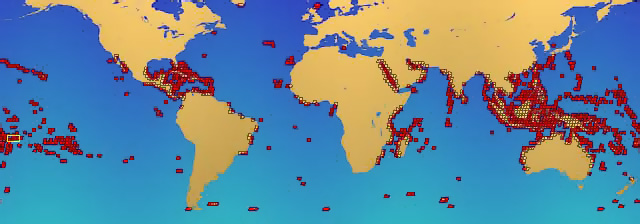
Locaties met koraalriffen